# Вайда фарбувальна
Вайда фарбувальна (Isatis tinctoria) — вид рослин з родини капустяних (Brassicaceae); населяє східну й південно-східну Європу; захід Північної Африки, помірний пояс Азії, Індію та Пакистан.

## Опис
Дворічна рослина 50–100 см, що першого року утворює розетку з великих листків, а другого – випускає квітконоси. Стручечок 3–5.5 мм шириною, довгасто-клиноподібний, втричі довший від ширини, повислий, з притуплено-округлою або злегка виїмчастою верхівкою. Пелюстки 3–4.5 мм завдовжки. Рослина сірувато-зелена, гола, іноді запушена проксимально. Прикореневі листки мають черешок 0.5–5.5 см і довгасту чи оберненоланцетну пластинку розміром (2.5)5–15(20) см × (5)15–35(50) мм. Пластинка стеблових листків зазвичай довгаста або ланцетна, рідко лінійно-довгаста. Чашолистки розміром 1.5–2.8 × 1–1.5 мм, голі; пелюстки 2.5–4 × 0.9–1.5 мм. Плоди чорні або темно-коричневі. Насіння світло-коричневе, 2.3–3.5(4.5) × 0.8–1 мм. 2n = 14, 28. Належить до найраніших медоносів.

## Поширення
Населяє східну й південно-східну Європу; захід Північної Африки, помірний пояс Азії, Індію та Пакистан; натуралізований у Канаді, США, Чилі, деяких країнах Європи.
В Україні вид зростає у степах, на сухих схилах, іноді як бур'ян на полях і біля доріг — у Лісостепу, Степу та Криму; заноситься на північ залізницями.

## Використання
Медоносна, фарбувальна, лікарська, декоративна рослина.З давніх часів вайда була важливим джерелом синього барвника і культивувалася по всій Європі, особливо в Західній і Південній Європі. У середньовіччі в Англії, Німеччині та Франції були важливі регіони вирощування вайди. 
Перші археологічні знахідки насіння вайди відносяться до епохи неоліту. Насіння було знайдено в печері l'Audoste, Буш-дю-Рон, Франція. Відбитки насіння Färberwaid (Isatis tinctoria L.) або німецького індиго з родини Brassicaceae були знайдені на кераміці в поселенні залізної доби в Хойнебурзі, Німеччина. Фрагменти насіння та стручків також були знайдені в розкопках залізної доби в Драгонбі, Північний Лінкольншир, Сполучене Королівство. Вайда була відома ще за часів стародавніх єгиптян, які використовували його для фарбування обгорток тканини для мумій[джерело?].
Вайда була важливим барвником у більшій частині Європи та деяких частинах Англії протягом середньовіччя. Проте торговці барвниками почали імпортувати індиго протягом шістнадцятого та сімнадцятого століть, що загрожувало замінити місцеве виробництво вайди як основного синього барвника[джерело?].
Вайда фарбувальна використовується у народній медицині. Вона має антибактеріальні властивості, в тому числі від мікоплазми та бартонелли. Рослина також має противірусні та протигрибкові властивості, зміцнює імунітет, очищає організм від ендотоксинів. Використовують при запаленнях горла, пухлинах, фурункулах, ранах, виразках, дерматомікозах. Вайда здатна згубно впливати на тифозні та кишкові палички, а також пригнічувати збудників дизентерії[джерело?].
У косметології східних країн свіжий сік вайди (або заварені взимку сухі листя) 10–15 хвилин втирають в брови і вії для зміцнення, збільшення їх густоти і забарвлення в темний колір[джерело?]. 
Коріння вайди фарбувальної використовуються в традиційній китайській медицині для виготовлення ліків, відомих як банланген ( bǎnlán'gēn 板蓝根), які нібито мають противірусні властивості. Banlangen використовується як трав'яний лікарський чай у Китаї для лікування застуди та захворювань мигдалин. Використовується як чай, він має коричневий вигляд і (на відміну від більшості китайських ліків) злегка солодкий на смак[джерело?].
У Великобританії зростає виробництво вайди для використання в чорнилі, зокрема для струменевих принтерів, і барвниках. У Німеччині були спроби використовувати вайду для захисту деревини від гниття без застосування небезпечних хімікатів[джерело?].
Ранній медонос. квітне у травні протягом 15—20 днів. Медопродуктивність 1 га посіву — 80—90 кг[джерело?].

## Галерея

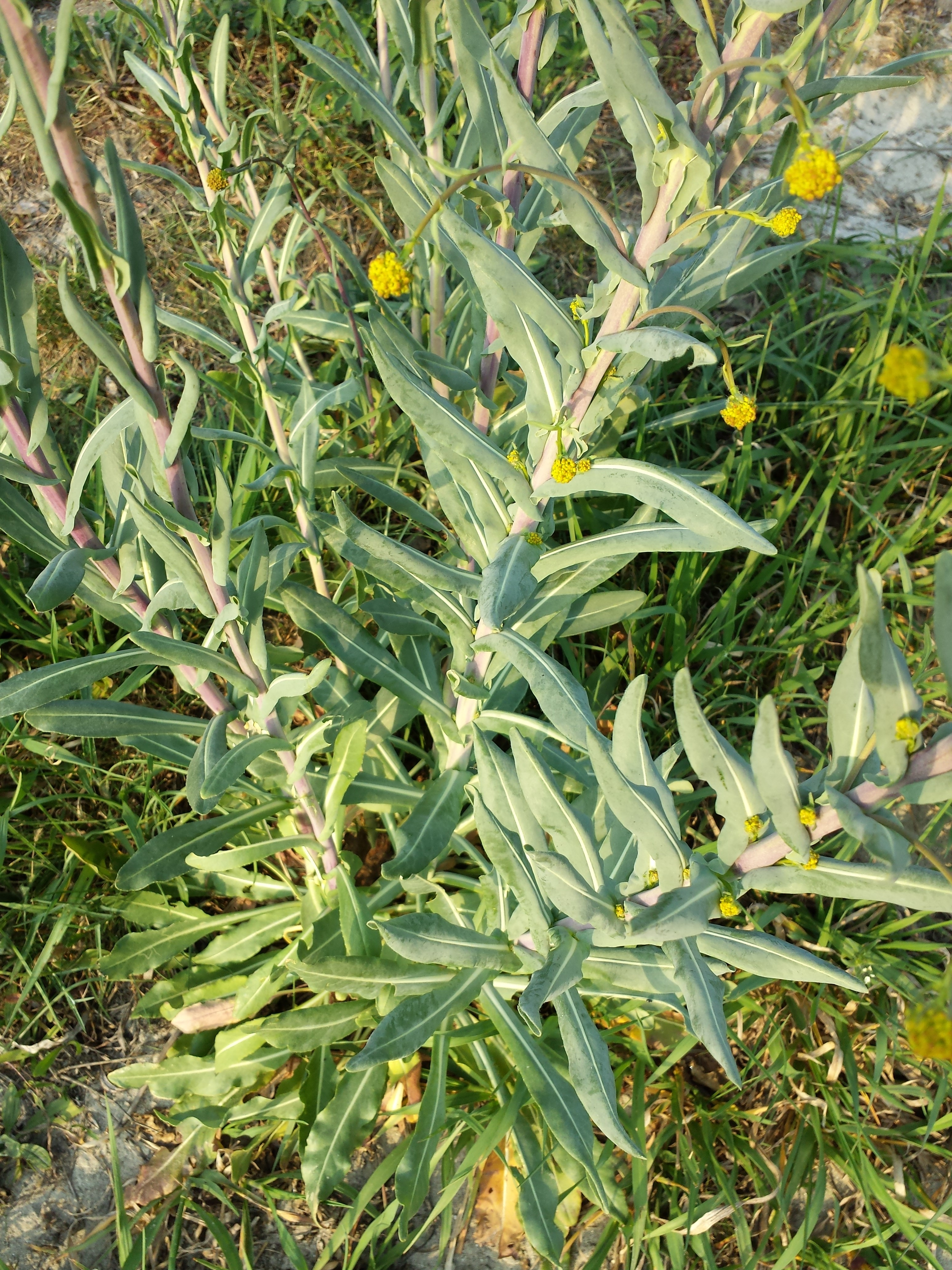
стебла й листки
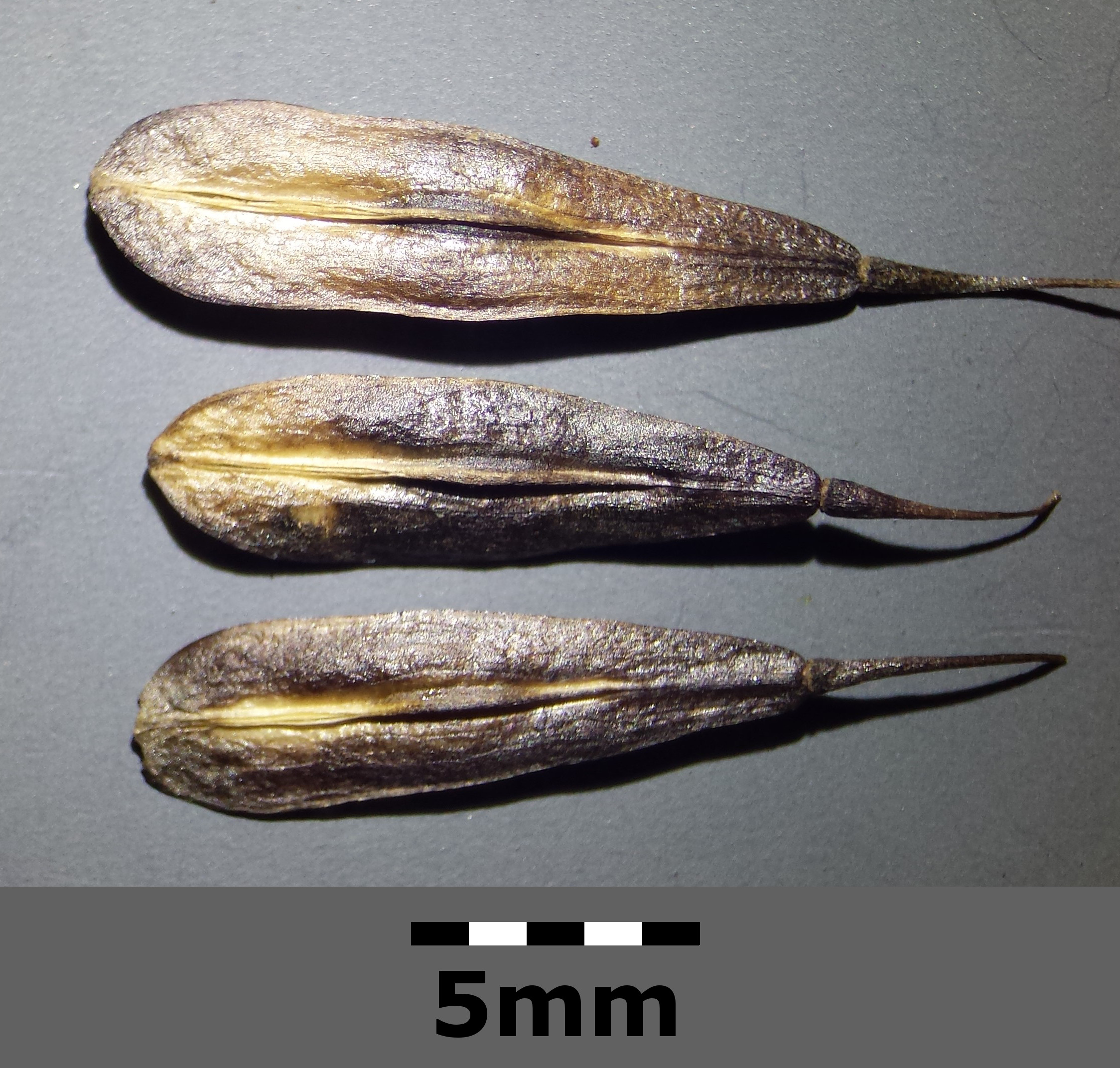
стручки
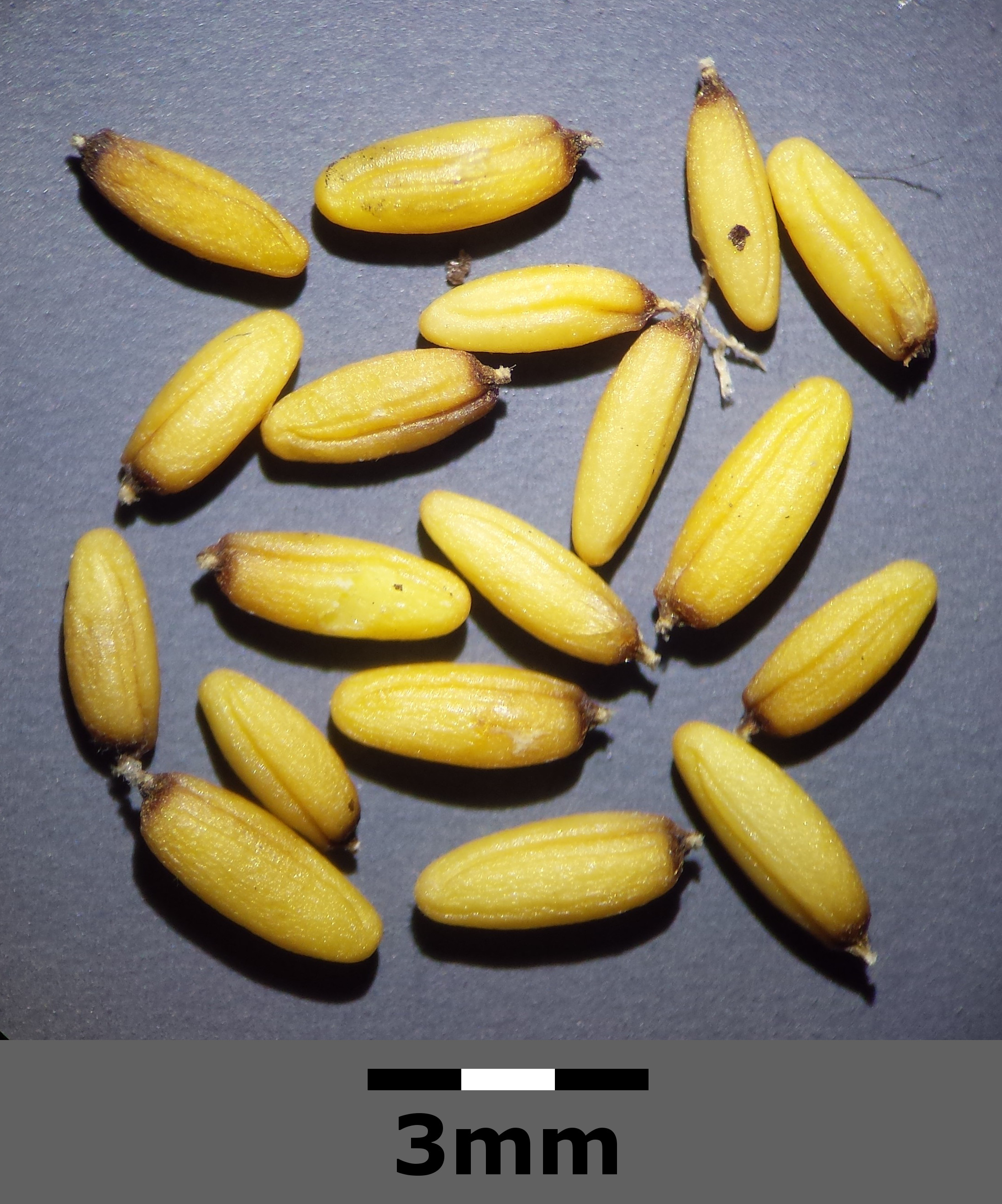
насіння
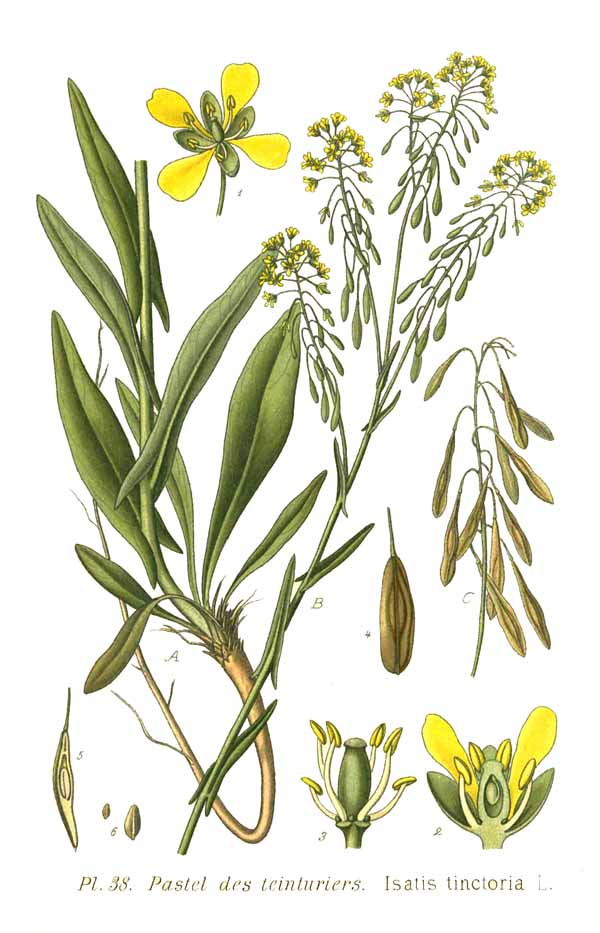
ілюстрація
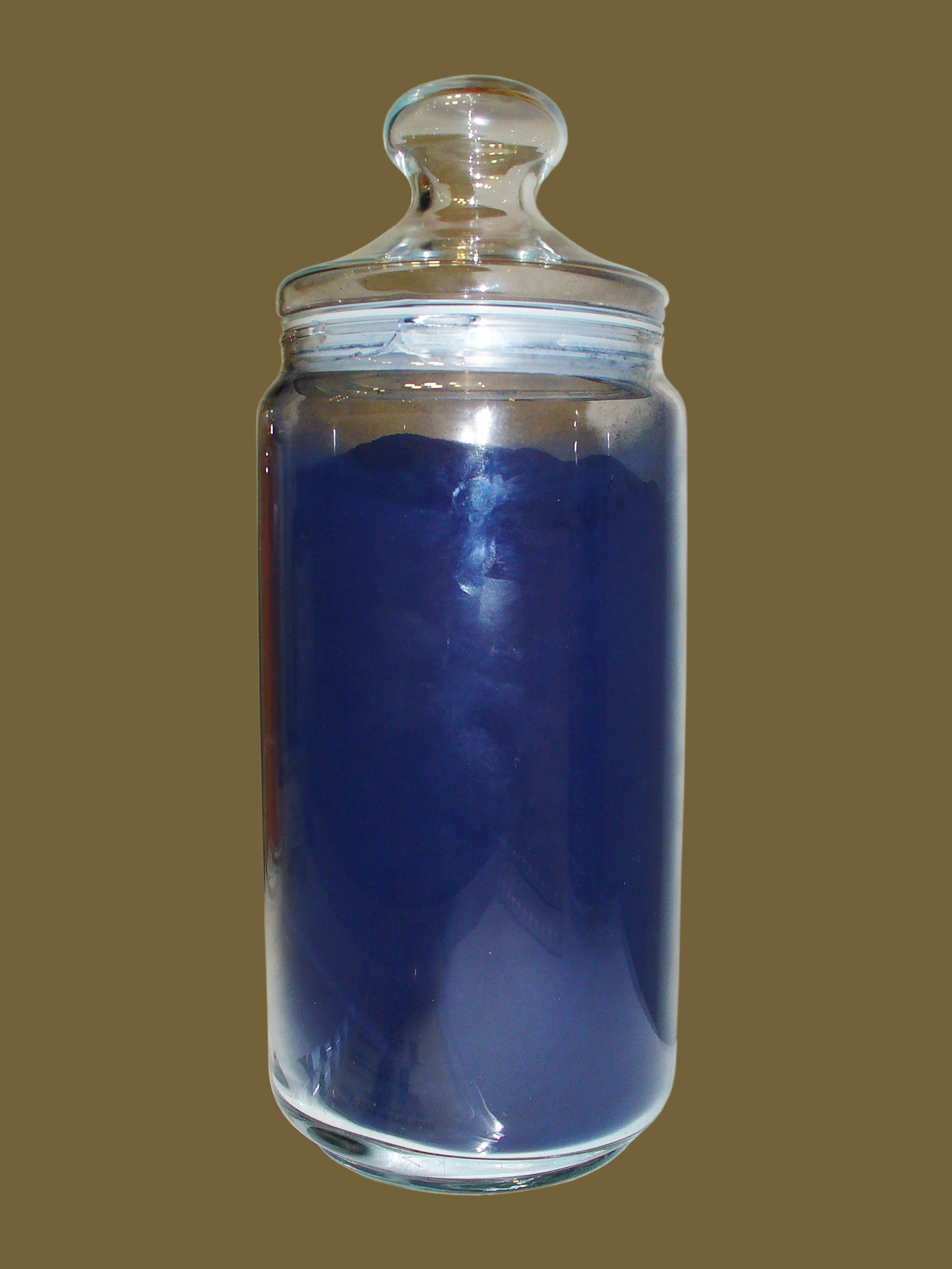
фарба
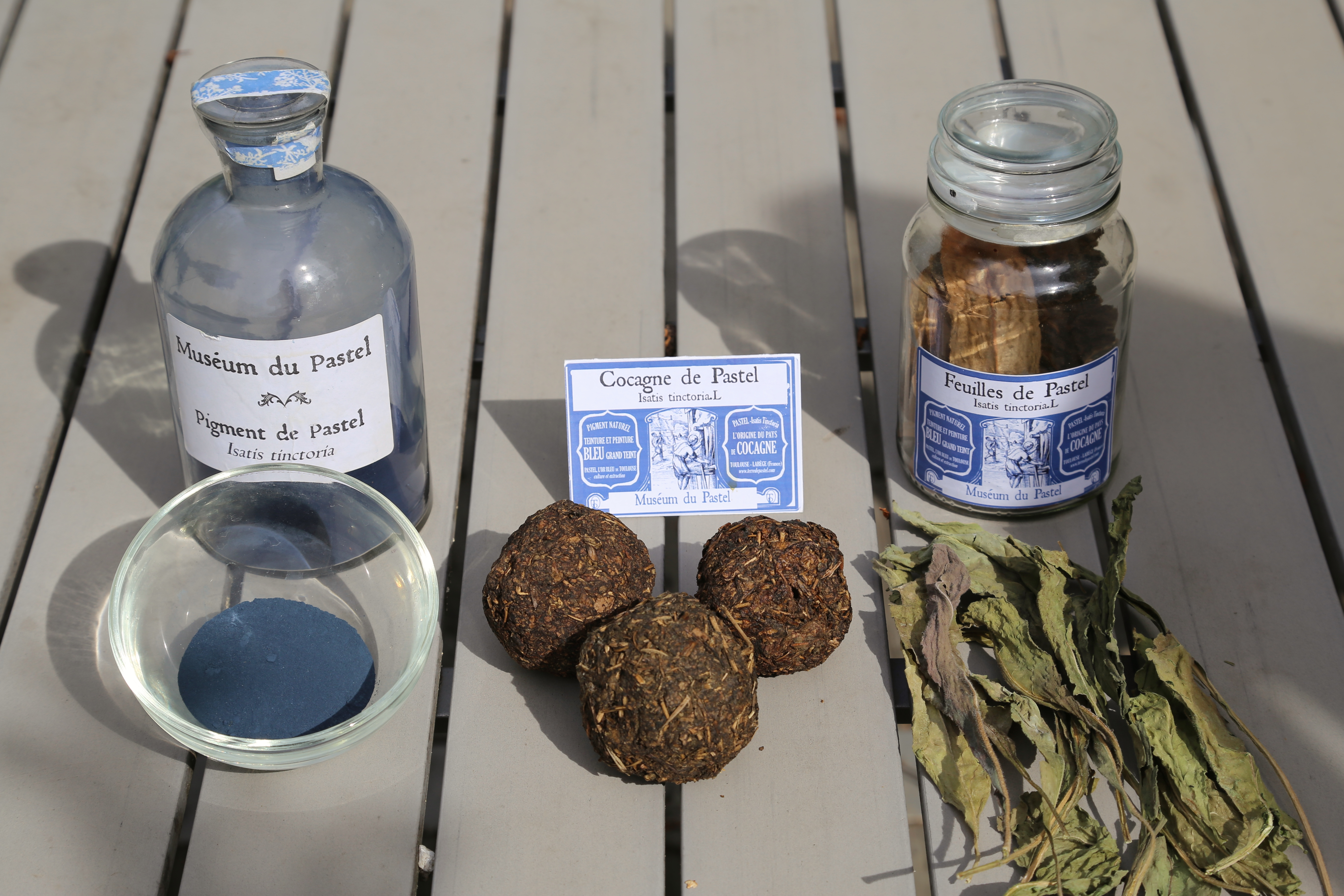
Переробка зерна